# Lichtenstein Award
Der Lichtenstein Award ist eine Auszeichnung für Philatelie, die seit 1952 alljährlich vom Collectors Club of New York (deutsch: Sammlerklub von New York) verliehen wird.
Der Lichtenstein Award wurde gestiftet zur Erinnerung an den US-amerikanischen Philatelisten Alfred F. Lichtenstein. Lichtenstein war einer der bedeutendsten amerikanischen Philatelisten in der ersten Hälfte des 20. Jahrhunderts. Er ist neben der Lindenberg-Medaille weltweit einer der bedeutendsten Preise für Philatelie.

## Preisträger

### 1952 bis 1960
- 1952 Theodore E. Steinway
- 1953 Dr. Clarence W. Hennan
- 1954 Dr. Carroll Chase
- 1955 August Dietz
- 1956 John Wilson
- 1957 Harry L. Lindquist
- 1958 Winthrop Smillie Boggs
- 1959 Gen. Cornelius Wendell Wickersham
- 1960 J. R. W. Purves

### 1961 bis 1970
- 1961 John J. Britt
- 1962 Louise Boyd Dale
- 1963 Henry M. Goodkind
- 1964 Vincent Graves Greene
- 1965 Alvaro Bonilla Lara
- 1966 Harrison D. S. Haverbeck
- 1967 John R. Boker, Jr.
- 1968 Herbert J. Bloch
- 1969 H. R. Holmes
- 1970 Robson Lowe

### 1971 bis 1980
- 1971 Mortimer L. Neinken
- 1972 Dr. Soichi Ichida
- 1973 Philip Silver
- 1974 Ernest A. Kehr
- 1975 Joseph Schatzkés
- 1976 George Townsend Turner
- 1977 F. Burton Sellers
- 1978 Col. James T. DeVoss
- 1979 Dr. Enzo Diena
- 1980 Ronald A. G. Lee

### 1981 bis 1990
- 1981 Barbara R. Mueller
- 1982 Robert Granville Stone
- 1983 George Wendell Brett
- 1984 Robert H. Pratt
- 1985 William Herbert Miller, Jr.
- 1986 George South
- 1987 Bernard A. Hennig
- 1988 Sir John Marriott
- 1989 Susan Marshall McDonald
- 1990 John O. Griffiths

### 1991 bis 2000
- 1991 Hiroyuki Kanai
- 1992 Dr. Roberto M. Rosende
- 1993 Robert P. Odenweller
- 1994 Alan K. Huggins
- 1995 Louis Grunin
- 1996 Paul Hilmar Jenson
- 1997 Dr. Norman S. Hubbard
- 1998 Gary S. Ryan
- 1999 Gordon C. Morison
- 2000 nicht vergeben[1]

### 2001 bis 2010
- 2001 Thomas C. Mazza
- 2002 Harry Sutherland
- 2003 Richard Winter
- 2004 Ernst Max Cohn
- 2005 John M. Hotchner
- 2006 Patricia Stilwell Walker
- 2007 Thomas J. Alexander
- 2008 Charles J. Peterson
- 2009 Harlan F. Stone II
- 2010 Peter P. McCann[1]

### 2011 bis 2020
- 2011 William H. Gross
- 2012 Francis Kiddle
- 2013 Alan Warren
- 2014 Roger Brody